# Tidjikdja
Tidjikdja este un oraș în Mauritania. Este reședința regiunii Tagant.